# Yeo
yeoはロシアのインディーゲームスタジオ。また、スタジオ主催者Vadim Gilyazetdinovの別称でもある。

## 概要
作風は、「アウトローな存在をテーマに、彼らの暴力性だけでなくアウトロー故の哀愁や空虚さにも焦点を当て、それを緻密な2Dドット絵を用いて文学的に描く」と評されている。『くにおくんシリーズ』の影響を強く受けた、1980-1990年代風のドット絵のゲームを発表している。スタッフの多くはロシア人であるが、1作目『The friends of Ringo Ishikawa』、3作目『Fading Afternoon』は日本が舞台となっている。ゲーム設計には北瀬佳範の影響も受けている。
yeoという名前は、Vadimがレースゲームで高得点を達成した際に思いついて入力して以来、使用している。Vadimは中学生の時に漫画を描くようになり、映画監督に憧れて「directed by yeo」とサインをつけていた。その名残から、ゲームの冒頭には「by yeo」と表示される。
20歳未満である1作目主人公を含め、発表されている3作品全ての主人公が喫煙者であり、プレイヤーの好きな時に煙草を吸わせることができる。これは、Vadimとその親族全てが子供の頃からの喫煙者であるため。Vadimは煙草を「美しい」と感じ愛好していたが、31歳で娘をもうけてから禁煙している。

## 作品
The friends of Ringo Ishikawa (2018年5月17日。Steam、Nintendo Switch、Xbox One)
1980年代の日本を舞台に、高校3年生の秋を迎えた不良少年・石河倫吾とその友人たちを描く青春RPG。
Arrest of a stone Buddha (2020年2月27日。Steam、Nintendo Switch、Xbox One)
1976年11月のフランスを舞台にした、不眠症の殺し屋によるノンストップシューティングアクション。
Fading Afternoon (2020年9月15日。Steam)
1980年代大阪風の舞台で、10年間の服役を終えた初老ヤクザ・丸山誠二の生き様を描くRPG。

## スタッフ
Vadim Gilyazetdinov(yeo)
監督、脚本、プログラム。
Artem Belov(Wedmak2)
背景画アーティスト。
Nikolay Gilyazetdinov
2作目までのキャラクターアーティスト。3作目でのアニメーションコンサルタント、作曲、ギター演奏。
Ueda M.
1作目のキービジュアル、翻訳校正。3作目のキャラクターアーティスト、キービジュアル。

## 経歴

### オリジナルゲームの制作まで
Vadimは1981年にモスクワで生まれた。子供の頃に、家に不良少年たちが突然やってきて怯えていたところ、ゲームデータが違法にコピーされたカートリッジを渡され、その中にあった『ダウンタウン熱血物語』に熱中するようになった。未翻訳の日本語ゲームを、ストーリーのわからないままプレイし、主人公の「くにおくん」をヤクザだと思っていたという。『熱血格闘伝説』や『忍者龍剣伝』や『ファイナルファンタジーVII』や『ゼノギアス』や『シェンムー』など、数多くの日本製ゲームをプレイした。彼の父はソ連初期の極真空手家であり、幼少の頃から父に空手を習い、カンフー映画や忍者映画を見て東洋文化に魅了されて育った。
ある時、Vadimが学校から帰ると、自宅の玄関で父が血まみれで倒れていた。父は強盗集団に襲われ、そのうち一人は返り討ちにして気絶させるも、他の者にナイフで切りつけられた。命に別状はなかったが、以降、父は左手で拳をつくることができなくなった。このエピソードは、後に制作されたゲーム内にも反映されている。
Vadimは少年期について「生きるのに簡単な時代と場所ではなかった」と述べている。よく喧嘩をしたが、相手の顎を砕いて警察沙汰になって以来、喧嘩を避けるようになった。15歳の時にキックボクシングに熱中したが、脚の病気と目の怪我により辞め、ボクシングに転向した。その時期に、不正にコピーしたゲームデータを売りさばくという商売で大金を稼いでいた。違法であるが、「人生で最高の時だった。自由と友情の感覚、すべての道が開かれていて、達成できないことは何もなかった」という全能感があったという。また、ギャンブル中毒でもあった。
大人になってからVadimは、化学の博士号取得後、モスクワのIT Government Departmentに勤めるようになった。ロシア人向けの『くにおくん』ファンサイトを制作し、テクノスジャパンの素材を使った小規模な二次創作ゲームを制作するようになった。ストーリーは悲劇的になりがちで、ある作品は「くにおくんが20年ぶりに故郷へ帰るが、若い人たちはもうくにおくんのことを覚えておらず、くにおくんは一文無しで、もう人生が上手くいかない」というストーリーだった。より大規模なゲームを制作しようと考え、『Friends of Riki Samejima』という、『The friends of Ringo Ishikawa』の前身となるタイトルをつけていた。
ファンサイトを立ち上げてから3年後、Vadimは既存の素材を使わない完全オリジナルのゲームを開発しようと思い立った。2006年にGame Makerを用いてスクリプトを組み始めたが、窓から侵入してきた者にパソコンを破壊され、全てのデータが消えた。

### 『The friends of Ringo Ishikawa』発表まで
VadimはGameMaker Studioでプログラムを組むようになり、ゲームグラフィックのために1年間絵の練習をしたが挫折した。グラフィックアーティストを探したが、ロシアのゲーム開発者向けフォーラムでは、コンセプトや舞台が「クソ」であると酷評を受け、応募がなかった。一人で50枚の背景画を描ける人を求めていたが、「一人で描けるはずがない」ともフォーラムで言われた。しかし、web上でWedmak2と名乗っている、建築家でピクセルアーティストのArtem Belovが名乗りを上げ、彼が背景画を手掛けるようになり、Artemは一人で50枚の背景画を制作した。『The friends of Ringo Ishikawa』の物語はより悲しく落ち込んだものになる予定であったが、Artemが「善良で純粋な人」であるために、Vadimは悲劇性を抑制した。
次に、キャラクターアニメーションを描くアーティストを探したが、難航し見つからないまま2ヶ月が経過した。Vadimのゲーム制作は両親も応援していたが、Vadimが希望を失っているのを見て、当時58歳だった父のNikolayは、一からピクセルアートを学んでキャラクターを描くと名乗り出た。Vadimは様々な格闘技に精通しており、アクションを演じて撮影し、その動画をもとにNikolayが絵を制作した。Nikolayは2年かけて1000枚のアニメーションを描いた。
Vadimはゲームに集中するため、製作途中に会社を辞めた。勝ちたいのであればリスクを背負わなければならない、という思いがあった。妻はいい顔はしなかったが、応援してくれたという。
2018年5月17日に『The friends of Ringo Ishikawa』は発売された。評論では、「残酷な現実に押しつぶされそうな若者の、選択ミスと大きすぎる犠牲を描く物語」「不良の美学とノスタルジー」、「多くの人が 10 代で直面する実存的危機」を描いている、と語られた。
Artemの手掛ける背景イラストは「日本の小さな町の描写がリアルに感じられる」「細部へのこだわりは驚くべきもの」と評されたが、Artemに来日経験はない。Artemはアメリカに強い期待を懐いて訪米した経験があるが、「私は明らかにそこに属していないこと、そして自分が外国人であることをすぐに理解しました」とのことで、同じ思いを味わいたくないために敢えて日本へ行かないでいる。

### 『Arrest of a stone Buddha』発表まで
Vadimは前作の発表からすぐに、銃撃戦のシステムを作り、ゲームプレイを補完するものとしてストーリーを、次にコンセプトを作り上げた。
前作では椅子に座るアニメーションが1コマであったが、次作ではアニメーションを増やし6コマかけた。Vadimの長年の夢であった「ピクセルアートでコートを着脱する」という表現が実装され、完成までにNikolayはイラストを400枚も書き直した。
不良少年の友情を描く前作が、プレイヤーの選択を通して変化する人間関係や、身体能力と格闘技術のレベルアップ機能を備えているのに対し、次作の『Arrest of a stone Buddha』は「社会的に孤立しているプロの殺し屋」を描くために、能動的に誰かと交流することはできず、レベルアップ機能も削除された。
2020年2月27日に発売後、「前作から一転して、『Arrest of a stone Buddha』では青春や成長とは程遠い寒々しさ、空虚さでハードな世界が描かれています」「空虚な日々と鮮烈な戦い」「戦っている間しか生を実感できない主人公と、戦っている間だけが楽しいプレイヤーが重なる設計」と評された。

### 『Fading Afternoon』発表まで
Vadimは『The friends of Ringo Ishikawa』のSteamフォーラムで、ファンの日本人アーティストUeda M.と知り合い、彼女と共に『The Concrete Sutra』というゲームの制作に取り組んだ。しかし計画は頓挫し、その作品は漫画を発表するだけで終わった。
その後、ヤクザを題材としたゲームを制作することになり、Uedaがキャラクターアニメーションを担当した。Vadimは、これまでキャラクターを手掛けていたNikolayに、Uedaと共同で作業をしてほしいと思っていたが、NikolayはUedaのペースやクオリティに追いつくのは困難だとして、「ゲームを最高のものにしてほしいという思い」から身を引いてUedaに全てを委ねた。Nikolayは一部のBGMの作曲やギター演奏など、別の部分で開発に携わった。
Uedaは主人公のアニメーションを4700枚、それ以外のキャラクターを4000枚描いた。Artemは背景を80枚以上描いた。
2021年7月7日、『Fading Afternoon』の制作が発表され、2023年9月15日に発売された。1作目のエンディングが1つ、2作目のエンディングが2つであるのに対し、本作は多数の分岐があり、20時間以上プレイしてもif展開の終わりが見えない作品だと評された。